# Арабска плоча
Арабската плоча е тектонска плоча, която географски съответства на Арабския полуостров. Тя е една от трите континентални плочи (заедно с Африканската и Индийската), които се движат на север в скорошната геологическа история на Земята и се сблъскват с Евразийската плоча. Това води до смесването на парчета от плочите и планински хребети, разпростиращо се на запад от Пиренеите, през Южна Европа и Иран, образувайки планините Алборз и Загрос, до Хималаите.

## Граници
Арабската плоча е съставена главно от Арабския полуостров. Разпростира се на запад до Синайския полуостров и Червено море, граничейки си с Африканската плоча чрез дивергентен разлом. На север достига Леванта и има конвергентна граница с Анатолската и Евразийската плочи. На изток граничи с Индийската плоча. На юг граничи с Африканската плоча от западната страна и със Сомалийската и Индийската плочи от източната страна.

## История
Арабската плоча е била част от Африканската през по-голямата част от фанерозой (палеозой – неозой) до олигоцен. Разцепването на Червено море започва през еоцен, но отделянето на Африка и Арабия се случва през около 25 млн. години през олигоцен, след което Арабската плоча започва да бавно да се движи към Евразийската. Отварянето на разлома в Червено море довежда до силна вулканична активност. В западната част на Арабския полуостров се наблюдават няколко големи вулканични полета. Вулканизъм продължава да има, особено около Медина, а в Червено море все още се наблюдават изригвания.
Сблъскването на Арабската и Евразийската плочи избутва планините Загрос в Иран нагоре. Поради сблъскването на плочите, много градове са изложени на риск (като например тези в югоизточната част на Турция). Опасностите включват земетресения, цунамита и вулкани.